# Ожарув-Мазовецкий
Ожарув-Мазовецкий (пол. Ożarów Mazowiecki)  —  город  в Польше, входит в Мазовецкое воеводство,  Западно-Варшавский повят.  Имеет статус городско-сельской гмины. Занимает площадь 5,75 км². Население — 8227 человек (на 2004 год).

## Фотографии

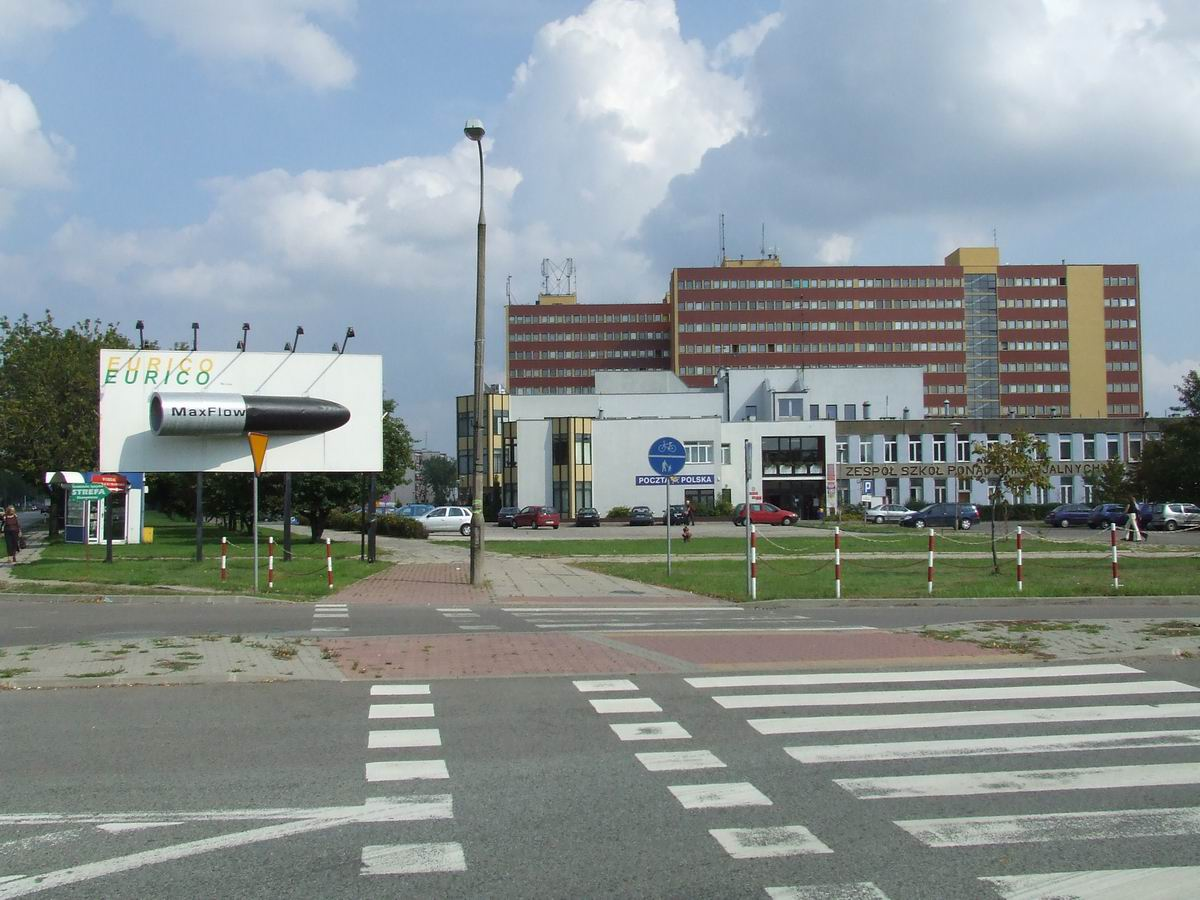
Управление
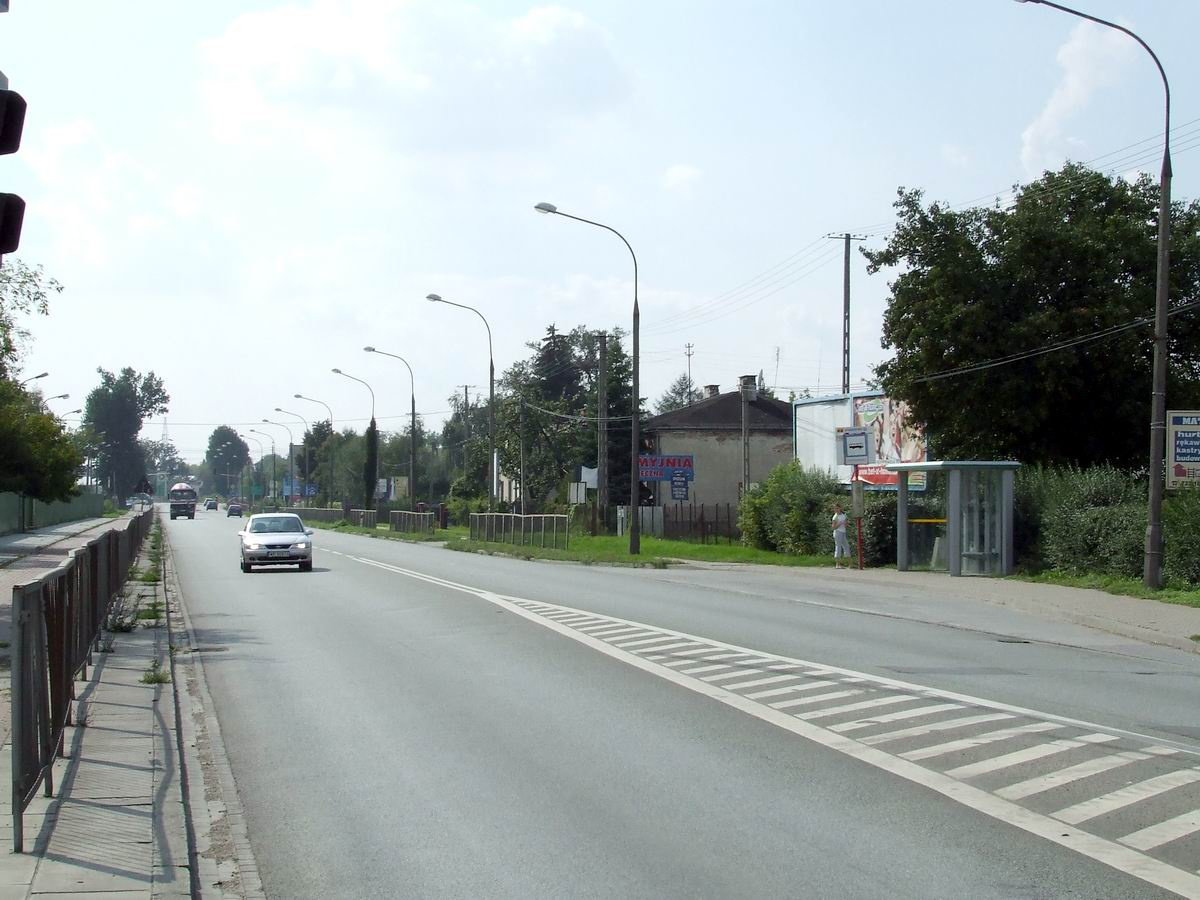
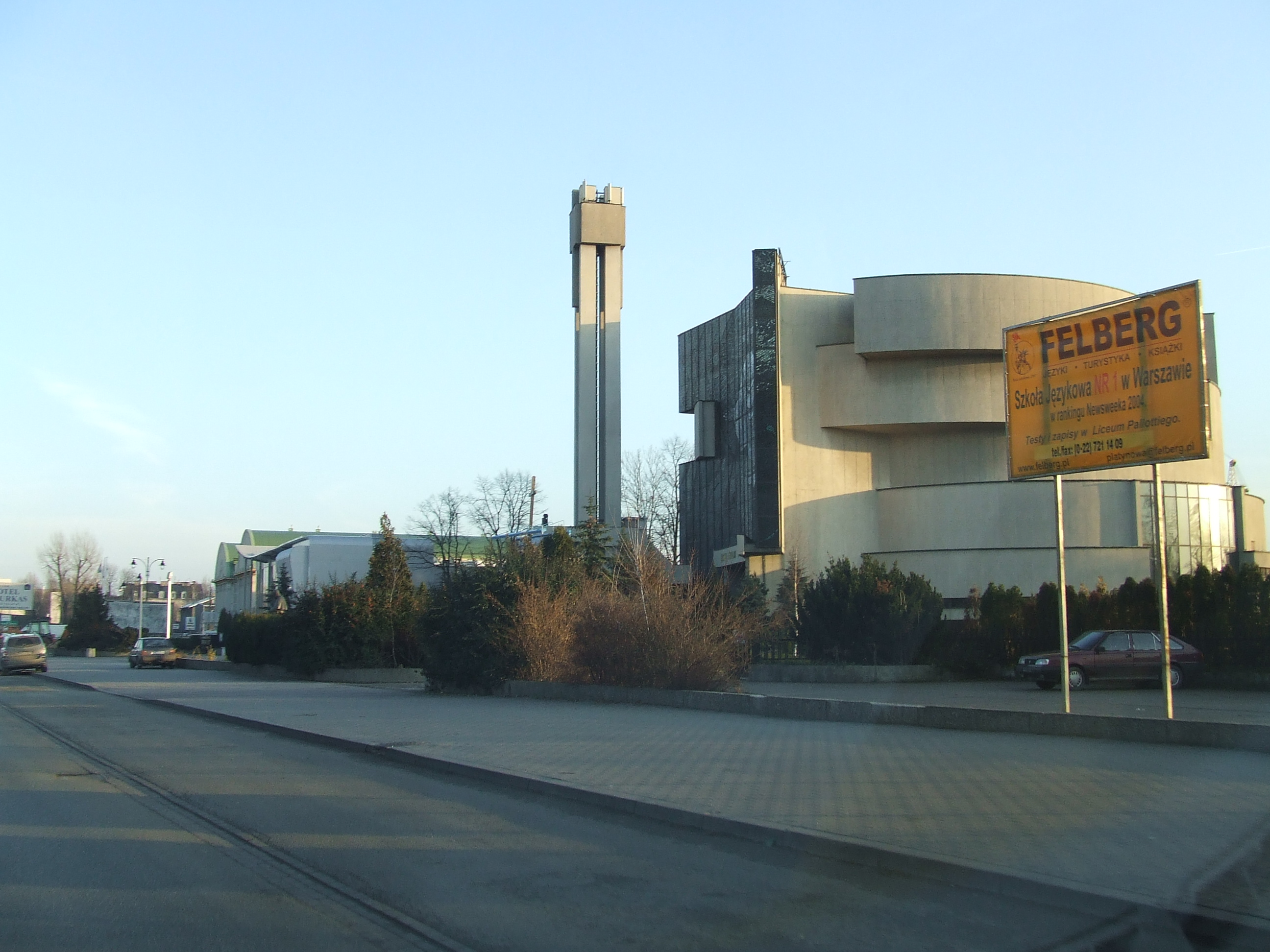